# 5ª Squadriglia caccia
La 5ª Squadriglia caccia fu una squadriglia del Servizio Aeronautico del Regio Esercito.

## Storia
Nasce il 15 ottobre 1915 e viene mobilitata il 16 gennaio 1916 su SAML/Aviatik B.I e Farman 14 per la difesa di Milano al comando del capitano pilota Vincenzo Lombard ed altri 7 piloti alle dirette dipendenze del Comando supremo militare italiano.
A marzo dispone di 8 piloti e 12 Aviatik Salmson da 140 hp.
Il 15 aprile nel cambio dei nomi delle squadriglie diventa 74ª Squadriglia Aviatik.